# Миколаїв (муніципальний футбольний клуб)
Ця стаття про футбольний клуб, що грає у другій лізі чемпіонату України. Про футбольний клуб, що грає в чемпіонаті Львівської області, див. Миколаїв (футбольний клуб).
МФК «Микола́їв» — український футбольний клуб із міста Миколаєва. Виступає у другій лізі чемпіонату України. Найкраще досягнення в першості України — 9-те місце в групі «А» вищої ліги в сезоні 1992, а також вихід в 1/2 фіналу Кубка України 2016/17.
У період з 1936 по 1991 рік команда виступає в чемпіонаті СРСР, з 1992 року виступає в чемпіонаті України.
Колишні назви: «Наваль», «Металіст», «Суднобудівник» (1936—1949, 1960—1965, 1967—1991), «Авангард» (1951—1959), «Будівельник» (1966), «Евіс» (1992—1994), СК «Миколаїв» (1994—2002). Сучасна назва з 2002 року.

## Історія
У 1920 році на суднобудівному заводі «Наваль» організували футбольну команду. Її організаторами були робітники заводу Іван Миронов, Бріжіцький, Годатський, Портяник. У першому складі, крім них, грали: Шірмовский, Кравченко, Мелований, Кондратенко, Дец, Тихонов. В обідню перерву і після роботи гравці-робочі збиралися в заводському клубі. Ініціатива отримала підтримку у заводському комітеті профспілки і в комсомолі. Свої перші матчі команда крупно програла місцевим грандам: «Миколаївському спортивному клубу» — 0:13 і «Уніон» — 0:9. Проте вже у весняному чемпіонаті міста 1921 «Наваль» був третім після тих же непереможних Н. С. К. і «Уніона».
У 1922 році завод «Наваль» отримав назву Миколаївські об'єднані державні заводи ім. Андре Марті. Футбольна команда стала називатися по імені заводу «Марті-Бадіна» (1923—1924). Ставала чемпіоном Миколаєва 1924 (весна), багаторазовим призером міських першостей. Учасником міжміських ігор.
1926 команда була перейменована в «Металісти» і тоді ж достроково знялася з чемпіонату міста. У 1927 році «Райком металістів» постала зовсім новою командою, створеної з гравців «Андре Марті» і миколаївського «Желдора». У 1926 році збірна міста, укомплектована в основному заводськими футболістами, з рахунком 6: 1 виграла у однієї з найсильніших команд країни — ленінградського «Харчовика». А в 1927 році миколаївці завдали поразки московській команді «Харчовики» з рахунком 4:1, у складі якої виступало більше половини гравців, що входили до збірної країни. Виступаючи у півфіналі першості України в 1927 році, виграла у збірних Харкова (чемпіона 4-х попередніх сезонів) — 4:2 і Грузії — 1:0. У фінальному турнірі в Харкові миколаївці поступилися тільки господарям (5-й поспіль титул для Харкова) і з чотирма перемогами посіли друге місце. У наступному сезоні збірна Миколаєва посіла третє місце в чемпіонаті країни слідом за тим же Харковом і Горлівкою. Крім того команда ще тричі зупинялася за крок від фінального матчу (1921, 1922, 1931).
7 липня 1928 миколаївці на своєму полі з рахунком 6:3 здобули перемогу над збірною Москви.
Першу міжнародну зустріч на своєму полі заводські футболісти провели восени 1928 зі збірною командою фінської організації «ТУЛ» (фін. TUL — Suomen Työväen Urheiluliitto) і перемогли 3:1. У складі міської команди виступали наступні гравці: Козирський, Булгаков, Денисов, Деркаченка, Грушин, Козлов, Гічкін, Кондратенко, Полегенький, Сердюк, Печена.
Чемпіонати та Кубки СРСР
4 травня 1936 РНК СРСР прийняв постанову № 866 «Про спортивні товариства», яким ліквідовувалися існуючі при наркомі суспільства, а створювати нові було дозволено лише по галузях виробництва і при центральних комітетах профспілок. 31 травня 1936 президія ВЦРПС прийняв постанову «Про фізкультурну роботу профспілок», згідно з яким у країні почали створюватися всесоюзні добровільні спортивні товариства (ДСТ) при ЦК профспілок. Незабаром після цього, команда міста Миколаєва стала називатися «Суднобудівник».
Однак, в першому розіграші Кубка СРСР миколаївці виступали ще як «Завод імені Марті». Перший матч команди на рівні Кубків СРСР пройшов 18 липня 1936 на своєму полі проти київського «Спартака». Трибуни були заповнені глядачами (за різними даними від 6 до 10 000). З перших же хвилин мартійці захоплюють ініціативу, але найнебезпечніший момент першого тайму — у «Спартака». На 34-й хвилині воротар Миколаєва, Кульчицький, забирає м'яч при виході один на один. Після перерви гра загострюється, і у ворота гостей влітають 3 м'ячі. У наступному матчі, вже через 7 днів, був повалений одеський КІНАП. Ще через 7 днів у гості до заводчанам приїхав ленінградський «Спартак». 10000 миколаївських уболівальників стали свідками розгрому 0:3 своєї команди. На цьому перший похід команди з Миколаєва за Кубком СРСР був закінчений (1/16 фіналу).
У 1937 році Всесоюзний комітет у справах фізкультури і спорту включив заводську команду в розіграш першості СРСР по групі «Д». Миколаївці стартували вже під назвою «Суднобудівник». Про перший матч «Суднобудівника» в чемпіонатах СРСР проти команди «Металург» (Сталінград), що відбувся 6 серпня на стадіоні імені Постишева, розповіла заводська газета «За Темпи i якість» (№ 180 від 08.08.1937 р):
|  | Гра проходила при несприятливих умовах, поле стадіону було дуже мокрим від дощу. Грати було важко, і обидві команди не змогли показати свого стилю і техніки гри. Матч проходив з перемінним успіхом. Тільки на останній хвилині гостям вдалося провести м'яч у ворота команди нашого заводу. |

Перший гол миколаївців у чемпіонатах СРСР забив Олександр Сердюк 24 серпня в місті Іваново місцевому «Спартаку». Підсумок «Суднобудівника» у своєму першому чемпіонаті СРСР — передостаннє місце (10-те з 11-ти).
У другому розіграші Кубка СРСР першим суперником миколаївців жереб вибрав московський «Локомотив» — першого і єдиного володаря Кубка. Матч був призначений на 24 травня 1937 року, проте в зазначений день на матч не прибув призначений фізкультурним комітетом арбітр. Команди домовилися в зазначений час провести товариський матч. «Локомотив» виграв 4:0, а офіційний матч було вирішено провести 26 травня. Матч був організований. Продано кілька тисяч квитків, глядачі зайняли свої місця на стадіоні, чекали початку матчу, але він не відбувся. Пізніше з'ясувалося, що напередодні команда московського «Локомотива» отримала телеграму від керівника Всесоюзного комітету у справах фізкультури і спорту т. Харченко, де було сказано, що товариська зустріч, яка відбулася 24-го числа, вважається офіційною. Протести миколаївців результату не принесли.
У сезоні 1938 чергова реформа залишила Миколаїв без чемпіонату СРСР. Основним турніром для миколаївців став чемпіонат України. У цьому сезоні команда виступала під назвою «Динамо». У швидкоплинному турнірі серед 12-и команд «Динамо» стало бронзовим призером чемпіонату України.
1939—1941
У 1939 році команда ДСТ «Суднобудівник» заводу імені Марті була переведена в групу майстрів і включена в розіграш першості СРСР з футболу по групі «Б». Виступ команди в цьому сезоні принесло команді дев'яте місце. З українських колективів вище в таблиці виявилося лише «Динамо» (Харків) — 7-ме місце. Три команди з УРСР виступали в групі «А» («Динамо» (Київ) — 8-е місце, «Стахановець» (Сталіно) — 12-те, «Динамо» (Одеса) — 14-те. За підсумками сезону "Суднобудівник «став п'ятою командою України. У матчі з московським» Харчовик «форвард Григорій Кушниренко зробив перший» хет-трик "" Суднобудівника «у радянських чемпіонатах. Виграш в Єревані у» Спартака "став першою перемогою на чужому полі.
Чемпіонат 1940 був завершений на 8 сходинці турнірної таблиці. За підсумками чемпіонату СРСР за двома групами миколаївці стали 21-й за рейтингом командою країни, що є найкращим результатом за всю історію виступів у всесоюзних першостях.
У чемпіонаті 1941 брало участь всього 15 колективів, тому «Суднобудівник» опинився за межею учасників.
1946—1949
Після Другої світової війни чемпіонати СРСР поновилися для «Суднобудівника» в 1946 році. Миколаївська команда провела складний сезон. З комплектуванням складу не заладилося. У підсумку єдина перемога над «Шахтарем» з Сталіно, 3 нічиїх, 20 поразок і останнє місце в Південній підгрупі 2-ї групи. У тому ж сезоні в зональних змаганнях третє групи першості СРСР виступав ще один миколаївський «Суднобудівник» — команда заводу ім. 61 комунара.
Чемпіонат 1947 проводився за новою формулою. «Суднобудівник» вперше змагався лише з представниками своєї республіки і зайняв 10-е місце в Українській зоні 2-ї групи. Цей сезон запам'ятався найбільшою поразкою за час участі в чемпіонатах країни — 0:10 від київського ТДВ. Після цього в місцевій пресі були опубліковані вимоги передати місце в чемпіонаті СРСР «Суднобудівник» заводу ім. 61 комунара, але цього не сталося.
Наступний сезон став найгіршим в історії виступів миколаївської команди. Тільки в сьомому матчі було видобуто перше очко в турнірі. У підсумку 3 нічиї і жодної перемоги.
Череда невдач привела до того, що в 1949 році команда була переведена в завод ім. 61 комунара. Перед стартом чемпіонату команда поповнилася найкращими виконавцями з колективів «Будівельник» (чемпіон області) і «Суднобудівник» заводу ім. А. Марті. Ареною ігор залишилося колишнє поле — стадіон заводу ім. Марті, де було виконано капітальний ремонт перед початком сезону. За підсумками чемпіонату команда посіла 7-е місце. Коли закінчився турнір, то ніхто не міг уявити, що знову брати участь у чемпіонаті СРСР команда майстрів міста Миколаєва буде через цілих 8 років.
Знову «Динамо»
8 квітня 1950 газета «Бузька зоря» написала:
|  | До майбутнього розіграшу першості республіки і Радянського Союзу в Миколаєві створена футбольна команда «Динамо». До складу миколаївської команди «Динамо» увійшли гравці торішньої команди, що брала участь у першості СРСР по другій групі. |

Всього рік до цього найкраща команда Миколаєва належала заводу ім. 61 комунара. У 1950 році футболісти стали динамівцями, як і в 1938 році. Команду «Динамо» опікав начальник Миколаївського комітету держбезпеки Олександр Мартинов. Динамівці зайняли третє місце в 2-й зоні першої групи чемпіонату УРСР, а в Кубку УРСР у півфіналі поступилися майбутньому володарю трофею і чемпіону УРСР — ужгородського «Спартаку».
«Авангард»
Тим часом на заводі ім. А. Марті (з 1950 року — завод ім. Носенко) була знову організована футбольна команда, що отримала назву «Авангард». Якраз у той час відбулося укрупнення ДСТ «Авангард» (важке машинобудування), і до його складу увійшли колишні ДСТ «Дзержинець» (транспортне машинобудування) і «Суднобудівник» (суднобудівна промисловість) [10]. У 1953 році заводчани стали чемпіонами області і почали виступати в чемпіонаті УРСР. Підсумки виступів: 1954 — 4-те місце (3-тя зона), 1955 рік — 4 місце (4-та зона), 1956 рік — 3 місце (5-та зона).
У 1957 році, у зв'язку з розширенням класу «Б» до 52 команд, місту Миколаєву знову було надано місце в чемпіонаті СРСР. Спортивні керівники міста вибирали з 7-и команд, що представляли місто в останні роки в чемпіонаті УРСР та їх вибір припав на команду заводу ім. І. Носенко.
У цьому сезоні «Авангард» бився на полях шести союзних республік. Результати виявилися скромними: «Авангард» зайняв 13-е місце з 18 учасників: 10 перемог, 7 нічиїх, 17 поразок, різниця м'ячів 50-63. Але головна задача була виконана — вдалося закріпитися в класі «Б». І був підготовлений фундамент для майбутніх виступів. У 1958 і 1959 рр. «Авангард» займав треті місця в зоні, а в 1960-м, змінивши назву на «Суднобудівник» — перше.
У 1959 році заводські футболісти вперше виїхали в зарубіжну поїздку. Спорткомітет СРСР відрядив «Авангард» в Чехословаччину. Делегація налічувала 19 осіб — 17 гравців, старший тренер Карич і її керівник москалька. Миколаївці провели три товариські гри: «Банник» (Гвідлов) — 3:0, «Спартак» (Поважска Бистриця) — 2:1 і «Слован» (Нітра) — 2:2.
1960
У сезоні 1960 клас «Б» був розширений до 142 команд, 36 українських команд змагалися у двох зонах. Миколаївська команда знову стала називатися «Суднобудівник», а її головним тренером стає Олег Ошенков, який перейшов з «Динамо» (Київ). По ходу сезону Ошенков пішов у «Шахтар», а у зворотному напрямку прийшов Костянтин Щегоцький.
Команда вдало стартувала. Шість перемог у перших 9 матчах. Потім 2 поразки. Стабільність і фінішний ривок. У підсумку перше місце. Після закінчення зонального турніру належало зіграти стикові матчі з переможцем іншої зони — «Металургом» із Запоріжжя. 28 жовтня в Києві «Суднобудівник» був переможений запорожцями 2:6. Через 2 дні в повторному матчі миколаївці не змогли взяти реванш — 0:0. «Суднобудівник» в підсумку закінчив сезон в ранзі віце-чемпіона України.
Після зльоту настало затишшя. Наступні 7 сезонів запам'яталися лише черговою зміною формату чемпіонату, відкриттям нового стадіону «Суднобудівник» і середніми результатами. Сезони 1968/1970 миколаївський клуб провів у II групі класу"А".
У 1968 команда успішно виступила в ІІгрупі класу"А"вигравши першість у підгрупі, але у фіналі були останніми 4,хоч і обіграли"Карпати", тренував Ю.Войнов.
1969 рік ознаменувався небувалим успіхом: «Суднобудівник» дійшов до півфіналу Кубка СРСР, де поступився майбутньому володареві призу, львівським «Карпатам».
Через два роки миколаївська команда завоювала срібні медалі серед команд другої ліги чемпіонату УРСР. У 1973 році — бронзу. А в 1974 році «Суднобудівник» став чемпіоном другої ліги 6-ї зони першості УРСР.
У вісімдесятих миколаївці під керівництвом заслуженого тренера УРСР Євгена Мефодійовича Кучеревського два роки поспіль ставали бронзовими призерами другої ліги 6-ї зони чемпіонату УРСР (1984, 1985 рр.). У 1990 році «Суднобудівник» завоював срібні нагороди другої ліги в першій зоні чемпіонату УРСР серед 19 команд.
У першому сезоні нового турніру, чемпіонату України, у вищій лізі команда стартувала під назвою «Евіс» (назва головного спонсора — (миколаївської швейної фабрики «Евіс»). Посівши дев'яте місце з десяти в своїй підгрупі, «Евіс» покинув елітний дивізіон. У 1995 році, вже іменуючись СК «Миколаїв», повернувся у вищу лігу, але за підсумками сезону 1995/96 знову відбулося пониження в класі. Останнє перебування команди у вищій лізі України датоване 1999 роком. Тоді в боротьбі з 15 командами у 30 матчах «Миколаїв» зумів заробити лише 12 очок і знову покинув дивізіон найсильніших.
У червні 2008 року клуб вийшов зі складу ПФЛ (за проханням президента Дергунова), команду розформували, а футболістам надали статус вільних агентів. Після намагань уболівальників та міського голови В. Д. Чайки команду повернули до складу ПФЛ, але поновити місце у першій лізі не вдалося. За допомогою президента Федерації Футболу України Григорія Суркіса та президента футбольного клубу «Динамо» (Київ) Ігоря Суркіса, МФК «Миколаїв» вдалося, з пониженням у класі, повернути до професіонального футболу. Миколаївський клуб виступає там замість ФК «Динамо-3», яке знялося з чемпіонату другої ліги групи «А».
2010/11: Повернення
У новому сезоні миколаївці стартували з 4-х очок у трьох матчах і В'ячеслав Мазараті подав у відставку. Новим головним тренером клубу був призначений Руслан Забранський. Миколаївці піднеслися духом і до 10-у туру після шести перемог поспіль вийшли на друге місце. Після 20 туру Миколаїв вийшов в одноосібні лідери і в команди з'явився шанс повернутися в першу лігу. До кінця турніру «корабели» трималися в групі лідерів. За три тури до фінішу майбутньою важливою матч в Охтирці проти ПФК «Суми», з якими Миколаїв ділив перший рядок турніру. На четвертій доданій хвилині матчу гол Гайдаша приніс перемогу МФК «Миколаїв» 1:0, а також чисте перше місце з випередженням другого основного конкурента новокаховської «Енергії» на одне очко. У передостанньому турі гостьовою перемогою 2:0 над білоцерківської «Россю» «корабели» оформили перше місце в групі «А» і повернення в Першу лігу з третьої спроби.

## Емблеми

Сучасна емблема клубу
Емблема МФК «Миколаїв» (2002—2021)
Емблема ФК «Миколаїв»
Емблема СК «Миколаїв»
Емблема «Евіса»

## Статистика виступів
Нижче наведена статистика виступів у національних футбольних змаганнях з моменту проголошення Україною незалежності.
| Сезон   | Ліга      | М          | І  | В  | Н  | П  | ГЗ | ГП | О  | Кубок України  | Примітка     |
| ------- | --------- | ---------- | -- | -- | -- | -- | -- | -- | -- | -------------- | ------------ |
| 1992    | Вища «А»  | 9 з 10     | 18 | 3  | 4  | 11 | 12 | 29 | 10 | 1/32 фіналу    | Пониження    |
| 1992–93 | Перша     | 7 з 22     | 42 | 18 | 11 | 13 | 60 | 39 | 47 | 1/16 фіналу    |              |
| 1993–94 | Перша     | 2 з 20     | 38 | 25 | 6  | 7  | 76 | 32 | 56 | 1/16 фіналу    | Підвищення   |
| 1994–95 | Вища      | 13 з 18    | 34 | 11 | 5  | 18 | 33 | 59 | 38 | 1/32 фіналу    |              |
| 1995–96 | Вища      | 16 з 18    | 34 | 10 | 8  | 16 | 37 | 53 | 38 | 1/32 фіналу    | Пониження    |
| 1996–97 | Перша     | 7 з 24     | 46 | 21 | 12 | 13 | 66 | 37 | 75 | 1/32 фіналу    |              |
| 1997–98 | Перша     | 1 з 22     | 42 | 31 | 5  | 6  | 94 | 31 | 98 | 1/16 фіналу    | Підвищення   |
| 1998–99 | Вища      | 16 з 16    | 30 | 2  | 6  | 22 | 18 | 67 | 12 | 1/8 фіналу     | Пониження    |
| 1999-00 | Перша     | 6 з 18     | 34 | 15 | 7  | 12 | 40 | 38 | 52 | 1/16 фіналу    |              |
| 2000–01 | Перша     | 4 з 18     | 34 | 17 | 8  | 9  | 41 | 30 | 59 | 1/16 фіналу    |              |
| 2001–02 | Перша     | 10 з 18    | 34 | 12 | 10 | 12 | 37 | 44 | 46 | 1/32 фіналу    |              |
| 2002–03 | Перша     | 5 з 18     | 34 | 15 | 7  | 12 | 30 | 37 | 52 | 1/16 фіналу    |              |
| 2003–04 | Перша     | 12 з 18    | 34 | 11 | 9  | 14 | 31 | 31 | 42 | 1/16 фіналу    |              |
| 2004–05 | Перша     | 17 з 18    | 34 | 8  | 7  | 19 | 15 | 40 | 31 | 1/16 фіналу    | Пониження    |
| 2005–06 | Друга «А» | 1 з 16     | 28 | 22 | 3  | 3  | 56 | 11 | 69 | 1/32 фіналу    | Підвищення   |
| 2006–07 | Перша     | 13 з 20    | 36 | 12 | 10 | 14 | 33 | 40 | 46 | 1/32 фіналу    |              |
| 2007–08 | Перша     | 10 з 20    | 38 | 13 | 13 | 12 | 33 | 27 | 52 | 1/16 фіналу    | Пониження[1] |
| 2008–09 | Друга «А» | 11 з 18    | 32 | 11 | 10 | 11 | 28 | 27 | 43 | не брав участі |              |
| 2009–10 | Друга «А» | 4 з 12     | 20 | 11 | 6  | 3  | 30 | 13 | 39 | 1/16 фіналу    |              |
| 2010–11 | Друга «А» | 1 з 12     | 22 | 15 | 3  | 4  | 29 | 12 | 48 | 1/32 Фіналу    | Підвищення   |
| 2011–12 | Перша     | 16 з 18    | 34 | 9  | 4  | 21 | 33 | 51 | 28 | 1/16 фіналу    | -3[2]        |
| 2012–13 | Перша     | 6 з 18     | 34 | 16 | 9  | 9  | 45 | 41 | 54 | 1/32 фіналу    | -3[3]        |
| 2013–14 | Перша     | 16 з 16[4] | 30 | 9  | 4  | 17 | 34 | 49 | 31 | 1/8 фіналу     |              |
| 2014–15 | Перша     | 14 з 16    | 30 | 6  | 6  | 18 | 34 | 67 | 21 | 1/16 фіналу    | -3           |
| 2015–16 | Перша     | 7 з 16     | 30 | 13 | 8  | 9  | 34 | 27 | 44 | 1/8 фіналу     | -3[5]        |
| 2016–17 | Перша     | 14 з 18    | 34 | 11 | 4  | 19 | 35 | 44 | 37 | 1/2 фіналу     |              |
| 2017–18 | Перша     | 10 з 18    | 34 | 12 | 8  | 14 | 39 | 50 | 44 | 1/32 фіналу    |              |
| 2018–19 | Перша     | 9 з 15     | 28 | 10 | 7  | 11 | 34 | 32 | 37 | 1/16 фіналу    |              |
| 2019–20 | Перша     | 11 з 16    | 30 | 8  | 10 | 12 | 45 | 45 | 34 | 1/8 фіналу     |              |
| 2020–21 | Перша     | 4 з 16     | 30 | 15 | 8  | 7  | 49 | 23 | 53 | 1/16 фіналу    | Пониження    |
| 2021–22 | Друга «Б» | 8 з 16     | 17 | 8  | 6  | 3  | 35 | 24 | 30 | 1/16 фіналу    | Пониження    |
Детальніше див. Футболісти «Миколаєва»
- Євген Рудаков
- Юрій Варламов
- Андрій Кандауров
- Руслан Забранський
- Євген Дерев'яга
- Юрій Смагін
- Антон Шох
- Євген Кучеревський
- Олександр Чертоганов
- Ігор Покаринін

## Відомі фанати
- Грек Андрій Анатолійович (1987—2014), відомий як Андрій «Балаган». Народився в Росії, звідки був змушений виїхати у зв'язку зі своєю активною антипутінською позицією. З 2010 року проживав в Миколаєві. Брав активну участь в Революції гідності як в Києві, так і в Миколаєві. Після революції брав участь у знесенні табору проросійських активістів в м. Миколаєві. На початку агресії Росії на сході України пішов добровольцем в батальйон «Азов». Звільняв Маріуполь. Загинув в боях за Мар'їнку в серпні 2014 року. У травні 2016 його ім'ям названа колишня вулиця Піонерська в Миколаєві[6].